# Eagle (Idaho)
Eagle város az USA Idaho államában, Ada megyében. Lakosainak száma 30 346 fő (2020. április 1.).

## Népesség
A település népességének változása:
| Lakosok száma | 2620 | 19 908 | 30 346 |
|               | 1980 | 2010   | 2020   |